# Cipriano Calderón Polo
Cipriano Calderón Polo (* 1. Dezember 1927 in Plasencia, Spanien; † 4. Februar 2009 in Rom) war ein spanischer Kurienbischof der römisch-katholischen Kirche. Er war langjähriger spanischsprachiger Pressesprecher des Vatikans, in den 1970er bis 1990er Jahren ein wichtiger Experte des Vatikans für Lateinamerika und 1988 bis 2003 Vizepräsident der Päpstlichen Kommission für Lateinamerika.

## Leben
Cipriano Calderón Polo trat mit 13 Jahren bald nach dem Tod Papst Pius XI. in das Knabenseminar seiner Heimatdiözese Plasencia ein. Er studierte während seiner Priesterausbildung zunächst an der Päpstlichen Universität Comillas in Santander und ging 1948 als Alumne des Päpstlichen Spanischen Kollegs St. Joseph nach Rom, wo er an der Päpstlichen Universität Gregoriana seinen Abschluss in Philosophie und Theologie erlangte. Er studierte in Rom zusätzlich noch Journalistik an der Internationalen Hochschule für Soziale Studien “Pro Deo”. Am 19. März 1953 empfing er das Sakrament der Priesterweihe und hielt seine Primiz in seiner extremenischen Heimat. Sein Doktoratsstudium absolvierte er wiederum in Rom an der Lateranuniversität.
Seit Anfang der 1950er Jahre arbeitete er neben seinen Studien als Vatikankorrespondent für verschiedene, zumeist kirchliche spanische und lateinamerikanische Zeitschriften und Agenturen, darunter die katholische Zeitung YA aus Madrid, die Agentur Logos, die spanische katholische Presseagentur Prensa Asociada und zahlreiche spanische Provinzkirchenzeitungen. Er schrieb als Vatikanberichterstatter auch für weltliche Zeitungen wie La Vanguardia aus Barcelona und La Gaceta del Norte aus Bilbao. In Spanien war er nach seinem Doktorat als Dozent am Erzbischöflichen Priesterseminar von Zaragoza und als Geistlicher Direktor am Priesterseminar von Segovia tätig, bevor er nach Rom an das Päpstliche Spanische Kolleg zurückkehrte, dessen Vizerektor er wurde. 1958 verbrachte er ein Auslandssemester als Dozent für Katholische Soziallehre an der Universität Santo Domingo in der Dominikanischen Republik.
Bei Beginn des Zweiten Vatikanischen Konzils war er Rektor des spanischen Päpstlichen Kollegs in Rom und wurde von 1962 bis 1965 als Mitarbeiter des Staatssekretariats zum Leiter des spanischen Pressesaals bestellt, sodass man ihn während des Konzils als die „offizielle spanische Stimme“ des Vatikans wahrnahm. Als offizieller Beobachter nahm er an sämtlichen Konzilssitzungen teil. Als Konzilsjournalist verfasste Calderón Polo eine Biografie des damaligen Erzbischofs von Mailand, Giovanni Battista Montini, der noch vor Beendigung des Manuskripts als Paul VI. zum Papst gewählt wurde, sodass das unmittelbar nach der Papstwahl erscheinende Buch auf großes Interesse stieß. Calderón war ein enger Weggefährte des vatikanischen Diplomaten Giovanni Benelli, der zu dieser Zeit an der Nuntiatur in Madrid tätig war und ab 1967 als Substitut des Kardinalstaatssekretärs die vatikanische Spanienpolitik gestaltete und die Abkehr der Kirche vom Franco-Regime einleitete. 
Calderón Polo gab 1968 im Auftrag des Papstes die erste spanische Ausgabe des L’Osservatore Romano heraus und begleitete Paul VI. auf seiner Reise nach Kolumbien, der ersten Interkontinentalreise eines Papstes in der Geschichte. In Medellín eröffnete der Papst auf dieser Reise am 24. August 1968 die Zweite Generalversammlung der lateinamerikanischen und karibischen Bischöfe, an der Calderón Polo als päpstlicher Berichterstatter teilnahm. Im gleichen Jahr wurde Calderón Schriftleiter der spanischsprachigen Edition des L’Osservatore Romano, die ab 1969 regelmäßig erschien. Sie fand vor allem in Lateinamerika breite Aufnahme und spielte für die dortige Verbreitung der Konzilsbeschlüsse eine bedeutende Rolle. Das Büro der spanischsprachigen Redaktion der vatikanischen Hauszeitung entwickelte sich unter Calderóns Leitung zum Treffpunkt für lateinamerikanische Bischöfe und Kirchenvertreter bei ihren Rombesuchen und wurde zu einer wichtigen Drehscheibe für die katholische Kirche dieser Weltregion. Mit der spanischsprachigen Öffentlichkeitsarbeit des Vatikans betraut, begleitete Calderón Papst Paul VI. als vatikanischer Pressevertreter auf sämtlichen Auslandsreisen seines Pontifikats und nahm von 1967 bis 1987 als Pressesprecher und Verfasser der spanischen Pressemitteilungen und Kommuniquées an allen Generalversammlungen der römischen Bischofssynode teil. Calderón wurde als Berichterstatter zu Bischofskonferenzen und kirchlichen Tagungen nach Lateinamerika entsandt und nahm auch an der von Papst Johannes Paul II. eröffneten Dritten CELAM-Generalversammlung im Dezember 1979 in Puebla teil.
Am 3. Dezember 1988 erhob ihn Papst Johannes Paul II. zum Titularbischof von Thagora und ernannte ihn zum Vizepräsidenten der Päpstlichen Kommission für Lateinamerika. In dieser Funktion, die er bis zu seiner Pensionierung im Jahr 2003 ausübte, koordinierte er gemeinsam mit der übergeordneten Kongregation für die Bischöfe die vatikanischen Lateinamerikaaktivitäten. Die Bischofsweihe spendete ihm Johannes Paul II. am 6. Januar 1989 im Petersdom; Mitkonsekratoren waren die Kurienerzbischöfe Edward Idris Cassidy, damaliger Substitut im Vatikanischen Staatssekretariat, und José Sánchez, damaliger Sekretär der Kongregation für die Evangelisierung der Völker. Calderón Polo begleitete den Papst auf allen Lateinamerikareisen und nahm in dessen Begleitung an der IV. Generalversammlung der Bischofskonferenzen Lateinamerikas und der Karibik 1992 in Santo Domingo teil, die er maßgeblich vorbereitete. Er war auch Teilnehmer der Sonderversammlung der Bischofssynode für Amerika im Dezember 1997 im Vatikan und richtete 1999 in der Casa Santa Marta in Rom die lateinamerikanische Kontinentalsynode aus, die mit einem zweiwöchigen Symposium zum Gedenken an das erste Treffen der lateinamerikanischen Bischöfe im Jahr 1899 verbunden war.
Am 4. Oktober 2003 nahm Papst Johannes Paul II. Calderón Polos aus Altersgründen vorgebrachtes Rücktrittsgesuch an. Sein Nachfolger im Amt des Vizepräsidenten der Päpstlichen Kommission für Lateinamerika wurde mit dem mexikanischen Erzbischof Luis Robles Díaz erstmals ein selbst aus Lateinamerika stammender Geistlicher. In seinen letzten Lebensjahren blieb Calderón Polo als Konsultor für die Kongregation für die Bischöfe tätig, deren Mitglied er seit 1989 war.
Cipriano Calderón Polo starb 81-jährig nach mehrtägigem Krankenhausaufenthalt in Rom im Kreis seiner engsten Angehörigen. Die Exequien fanden am 6. Februar 2009 in der Chorkapelle des Petersdomes in Rom statt und wurden von Kardinal Giovanni Battista Re gehalten. Er liegt in seiner Heimatstadt Plasencia in der Pfarrkirche El Salvador begraben. Calderón Polo galt als wichtigster Lateinamerikaexperte der Päpste Paul VI. und Johannes Paul II. und wurde als „der Mann des Papstes für Lateinamerika“ bezeichnet. Die 1988 von Johannes Paul II. neu geordnete vatikanische Lateinamerikakommission, die er bis zu seiner Pensionierung leitete, war auf seine Person zugeschnitten.

## Ehrungen
1998 wurde ihm vom chilenischen Staatspräsidenten Eduardo Frei das Großkreuz des Verdienstordens Bernardo O’Higgins verliehen. Im Jahr 2003 wurde er mit dem Großkreuz des spanischen Ordens Isabellas der Katholischen ausgezeichnet. Er besaß außerdem Auszeichnungen aus Kolumbien, Venezuela, Argentinien, El Salvador und Guatemala.
Im November 2006 wurde ihm die Ehrenbürgerschaft seiner Heimatstadt Plasencia verliehen. Am 28. Juni 2013 wurde an seinem Geburtshaus in der Stadt eine Gedenktafel enthüllt.